# Gottlob Adolf Ernst von Nostitz und Jänkendorf

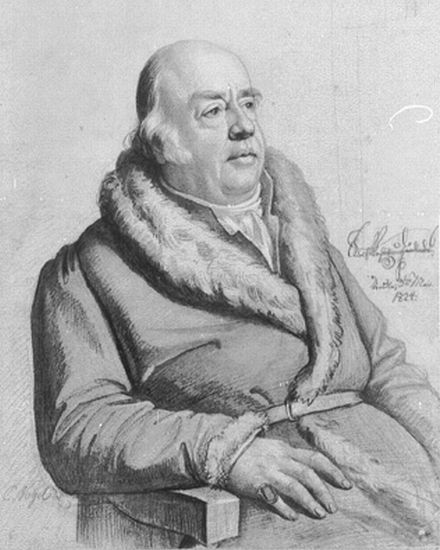
Gottlob Adolf Ernst von Nostitz und Jänkendorf im Jahr 1824, gemalt von Carl Christian Vogel von Vogelstein

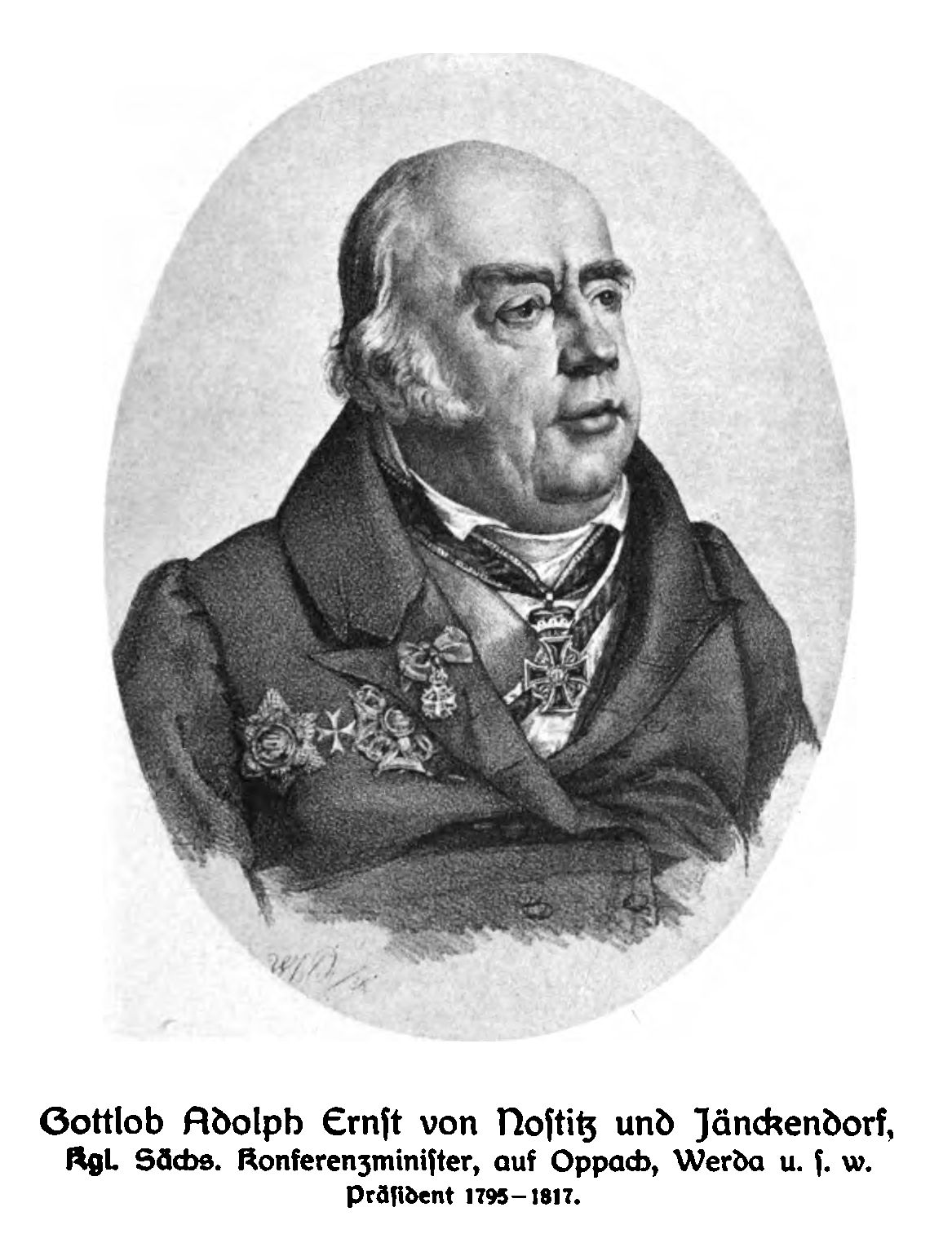
Gottlob Adolf Ernst von Nostitz und Jänkendorf war von 1795 bis 1817 Präsident der Oberlausitzischen Gesellschaft der Wissenschaften.

Gottlob Adolf Ernst von Nostitz und Jänkendorf (* 21. April 1765 in See; † 15. Oktober 1836 in Oppach) war ein sächsischer Politiker aus der Oberlausitz. Unter dem Pseudonym Arthur vom Nordstern erlangte er als Literat Bekanntheit über die Grenzen seiner Heimat hinaus.

## Herkunft
Gottlob Adolf Ernst von Nostitz wurde 1765 auf dem väterlichen Gut in See geboren. Seine Eltern waren Wolf Gottlob von Nostitz (1718–1768) und dessen zweite Frau Iuliana Eleonora Ernestine von Kiesenwetter. Der Vater entstammte der Jänkendorfer Linie des Geschlechts von Nostitz.

## Leben
Nach dem frühen Tod des Vaters sorgte die Mutter für seine Ausbildung, so dass er bereits im Alter von 16 Jahren Rechts- und Staatswissenschaften an der Universität Leipzig studieren konnte. Im Alter von 20 Jahren trat Nostitz als Finanzrat in den Staatsdienst ein, verließ diesen jedoch schon 1789, um die Verwaltung der väterlichen Güter zu übernehmen.
Wieder in der Oberlausitz, wurde er 1792 Landesältester des Bautzener Kreises und 1804 Oberamtshauptmann, zudem stiftete er ein Armenhaus auf seinem Gut in Oppach. Nostitz trat 1790 der noch jungen Oberlausitzischen Gesellschaft der Wissenschaften in Görlitz bei und war ab 1793 Mitarbeiter an der Lausitzischen Monatsschrift. Im Alter von 30 Jahren wählte ihn die Gesellschaft 1795 zu ihrem Präsidenten – ein Amt, das er erst 1817 infolge der Teilung der Oberlausitz niederlegte.
1806 wurde Nostitz als Oberkonsistorialpräsident nach Dresden berufen und mit der Revidierung der Verfassung der Universität Leipzig betraut. 1809 wurde er als Wirklicher Konferenzminister fortdauerndes Mitglied des damaligen geheimen Consiliums, aus dem später der Geheime Rat des sächsischen Königs hervorging. Während der Befreiungskriege wandelte sich seine pro-napoleonische Haltung noch während der sächsischen Koalition zu tiefer Abneigung, Nostitz’ Sohn Eduard Gottlob trat gar in die preußische Armee ein.
Nach den Kriegen wirkte Nostitz bei der Ausgleichung der Kriegsentschädigungen, besorgte die oberste Leitung der Landsarmenkommission und reorganisierte die Heilanstalt für Geisteskranke auf der ehemaligen Feste Sonnenstein bei Pirna, die unter ihm europäischen Ruf erlangte. Er gründete 1824 zu Bräunsdorf bei Freiberg eine Landeswaisenanstalt, in der nach einem neuen Plan 150 Zöglinge zu Landbebauern, Handwerkern oder Soldaten erzogen wurden, und machte sich durch weitere Einrichtungen um das Land wohlverdient. Er war 1808 in die Freimaurerloge Zur goldenen Mauer in Bautzen aufgenommen worden; seit 1830 bekleidete er das Amt des Großmeisters der Großen Landesloge zu Sachsen.
Nostitz hatte Anteil an der Begründung der ersten sächsischen Verfassung und war einer der Unterzeichner der Verfassungsurkunde. Er wurde Konferenzminister und erhielt den Vorsitz in dem neu geschaffenen Staatsrat. 
Anlässlich seines 70. Geburtstags wurde Gottlob Adolf Ernst von Nostitz und Jänkendorf 1835 die Ehrendoktorwürde der Philosophie von der Universität Leipzig verliehen. Er starb im darauffolgenden Jahr auf seinem Gut in Oppach.

## Familie
Er heiratete 1786 Henriette Sophia von Bose (* 28. Februar 1769). Das Paar hatte mehrere Kinder:
- Traugott Adolf Carl (* 1787)
- Eduard Gottlob (* 31. März 1791; † 18. Februar 1858), Politiker, Erbe des Ritterguts Oppach

⚭ 1816 Erdmuthe von Beschwitz (* 28. Januar 1798; † 17. Juli 1821)
⚭ 1824 Freiin Therese von Gutschmidt († 1860)
- Theodor (* 1792)
- Julius Gottlob (* 12. Juli 1797; † 18. März 1870), Beamter, Diplomat ⚭ 1825 Erdmuthe Charlotte Luise von Rex-Thielau (* 20. Dezember 1805; † 18. Juli 1884)
- Elise Henriette (1788–1853)
- Therese Clementine (1789–1870)
- Lydia Augustina (1794–1810)
- Ida Rosalie (* 1796)
- Clara Minona (1799–1882) ⚭ Viktor Julius von Bülow,  Burg Beyernaumburg.[4][5]
- Agnes Louise (1800–1875) ⚭ Julius August Marschall von Altengottern (* 17. Mai 1799)[6] auf Schloss Altengottern
- Klotilde Septimia (1801–1852), Dichterin
- Heliodora Octavia (1805–1871)

## Werke
- Versuch über Armenversorgungsanstalten in Dörfern (1801)
- Gesänge der Weisheit, Tugend und Freude für gesellige Kreise (1802)
- Griechische und römische Mythen, in Briefen an Emilie. Frei nach dem Französischen (1802–1804)
- Valeria, ein romantisches Gedicht in 4 Gesängen. Nach Chevalier de Florian (1803)
- Liederkreis für Freimaurer (1815)
- Gemmen, gedeutet von Arthur vom Nordstern (1818)
- Sinnbilder der Christen erklärt (1818)
- Irene. Fünf Gesänge. Nach Lord Byron (1819)
- Kreis sächsischer Ahnfrauen (1819)
- Erinnerungsblätter eines Reisenden im Hochsommer 1822 (1824)
- Anregungen für das Herz und das Leben (1825–1826)
- Beschreibung der Königl. Sächsischen Heil- und Verpflegungsanstalt Sonnenstein: mit Bemerkungen über Anstalten für Herstellung oder Verwahrung der Geisteskranken Teil 1 und 2 (1829)
- Blicke der Zukunft in das Jenseits (1833)
- Robert. Zehn Gesänge (unveröffentlicht)
- Caspar Nostitz. – Der Ahn von dessen Urenkelsohn, Seinen Kindern und Enkeln dargestellt. Aus dem Leben des Kaspar von Nostitz (1594–1633) auf Jänkendorf (unveröffentlicht)

Neben einer Vielzahl an Gelegenheitsgedichten stammen von Arthur vom Nordstern auch diverse Übersetzungen, unter anderem von Byron aus dem Englischen. In Görlitz traf er auch auf den ersten deutschen Byron-Übersetzer Friedrich Ludwig von Tschirschky und Bögendorf (1769–1829).

## Ehrungen
- Zivilverdienstorden (Sachsen), Großkreuz (1817)
- Ehrendoktor der Universität Leipzig (1835)
- Ehrenritter des Johanniterordens